# 짐 패랙
짐 패랙(Jim Parrack, 1981년 2월 8일 ~ )은 미국의 배우, 제작자이다.

## 출연 작품

### 영화
- 아나폴리스 (2006)
- 월드 인베이젼 (2011)
- 위험한 유혹 (2013)
- 퓨리 (2014)
- 애더럴 다이어리 (2015)
- 수어사이드 스쿼드 (2016)
- 분노의 질주: 더 얼티메이트 (2021)

### 텔레비전
- 탐정 몽크 (2006)
- ER (2006)
- 스탠드오프 (2006)
- CSI: 과학수사대 (2006)
- 그레이 아나토미 (2006)
- 클로스 투 홈 (2006)
- NCIS (2007)
- 크리미널 마인드 (2007)
- 트루 블러드 (2008-14)
- 수퍼내추럴 (2009)
- 알카트라즈 (2012)
- 레저렉션 (2015)
- 더 듀스 (2018)
- 9-1-1: 론 스타 (2020-현재)